# Atlantique Stade Rochelais
L'Atlantique Stade rochelais és un club de rugbi a 15 de La Rochelle. El club es va fundar el 1898. Actualment l'equip de rugbi juga al campionat de Top 14 (1a divisió).